# Catarina Lindqvist
| Posities op de WTA-ranglijst Positie per einde seizoen: \| jaar \| rang enkelspel \| rang dubbelspel \| \| ---- \| -------------- \| --------------- \| \| 1983 \| 117 \| – \| \| 1984 \| 18 \| – \| \| 1985 \| 13 \| – \| \| 1986 \| 17 \| 58 \| \| 1987 \| 16 \| 45 \| \| 1988 \| 42 \| 45 \| \| 1989 \| 16 \| 54 \| \| 1990 \| 38 \| 76 \| \| 1991 \| 46 \| 204 \| \| 1992 \| 63 \| 105 \| |                |                 |
| jaar | rang enkelspel | rang dubbelspel |
| 1983 | 117            | –               |
| 1984 | 18             | –               |
| 1985 | 13             | –               |
| 1986 | 17             | 58              |
| 1987 | 16             | 45              |
| 1988 | 42             | 45              |
| 1989 | 16             | 54              |
| 1990 | 38             | 76              |
| 1991 | 46             | 204             |
| 1992 | 63             | 105             |

Anna Caterina (Catarina) Lindqvist (Kristinehamn, 13 juni 1963) is een voormalig tennisspeelster uit Zweden. Zij speelt rechtshandig en heeft een enkelhandige backhand.
Lindqvist was actief in het proftennis van 1983 tot en met 1992, waarin zij overwinningen boekte over onder meer Steffi Graf, Virginia Wade, Pam Shriver, Hana Mandlíková, Wendy Turnbull, Manuela Maleeva, Nathalie Tauziat, Dianne Fromholtz, Helena Suková, Claudia Kohde-Kilsch, Zina Garrison, Kathy Jordan, Jo Durie en Natallja Zverava.

## Loopbaan

### Enkelspel
Lindqvist debuteerde in 1981 op het WTA-toernooi van Brighton. Zij bereikte er de tweede ronde. Zij stond in 1984 voor het eerst in een enkelspelfinale, op het WTA-toernooi van Pennsylvania – hier veroverde zij haar eerste titel, door de Amerikaanse Beth Herr te verslaan. Later dat jaar, op het WTA-toernooi van Filderstadt, zegevierde zij over de Duitse Steffi Graf om haar tweede titel te grijpen. Door haar winst op het Ginny-toernooi van Hershey/Pennsylvania was Lindqvist gerechtigd tot deelname aan de Ginny Championships, de B-kampioenschappen in die jaren – zij ging met de trofee en US$ 22.000 naar huis. In 1988 vertegenwoordigde zij Zweden op de Olympische Spelen in Seoel – zij bereikte er de derde ronde. In totaal won zij vijf titels, de laatste in 1991 in Oslo. In 1992 speelde zij nogmaals op de Olympische Spelen, in Barcelona – nu strandde zij in de eerste ronde.
Haar beste resultaat op de grandslamtoernooien is het bereiken van de halve finale, eenmaal op het Australian Open 1987 en andermaal op Wimbledon 1989, beide op gras. Haar hoogste notering op de WTA-ranglijst is de tiende plaats, die zij bereikte in april 1985.

### Dubbelspel
Lindqvist was in het dubbelspel minder actief dan in het enkelspel. Zij debuteerde in 1982 op het ITF-toernooi van Arzachena (Italië), samen met landgenote Berit Björk. Zij stond in 1983 voor het eerst in een finale, op het toernooi van Båstad, samen met landgenote Maria Lindström – zij verloren van het duo Gabriela Dinu en Patrizia Murgo. In 1986 veroverde Lindqvist haar enige dubbelspeltitel, op het toernooi van Båstad, ook nu samen met Lindström, door het Duitse duo Christina Singer en Ellen Walliser te verslaan.
In 1982 speelde Lindqvist voor het eerst op een WTA-toernooi, op het toernooi van Berlijn, samen met landgenote Elisabeth Ekblom. Zij stond in 1987 voor het eerst in een WTA-finale, op het toernooi van Berlijn, samen met de Deense Tine Scheuer-Larsen – zij verloren van het koppel Claudia Kohde-Kilsch en Helena Suková. Lindqvist won nooit een WTA-dubbelspeltitel. In 1992 speelde zij op de Olympische Spelen in Barcelona, samen met Maria Lindström – zij kwamen niet voorbij de eerste ronde.
Haar beste resultaat op de grandslamtoernooien is het bereiken van de kwartfinale. Haar hoogste notering op de WTA-ranglijst is de 29e plaats, die zij bereikte in april 1988.

#### Gemengd dubbelspel
In de periode 1985–1989 nam Lindqvist enkele malen deel aan het gemengd dubbelspel op de grandslamtoernooien, merendeels met Zweedse partners: Magnus Tideman, Jonas Svensson, Stefan Svensson en Peter Lundgren. Zij kwam nooit verder dan de tweede ronde.

### Tennis in teamverband
In de periode 1981–1992 maakte Lindqvist deel uit van het Zweedse Fed Cup-team – zij behaalde daar een winst/verlies-balans van 12–18. In die gehele periode speelde het team op het hoogste niveau: Wereldgroep I.

### Privé
Op 16 juli 1988 trad Lindqvist in het huwelijk met James William Ryan. Sinds 2009 runt het echtpaar de East Brunswick Racquet Club in de Amerikaanse staat New Jersey. Hun zoon, Joakim Ryan, is een top-amateur hockeyspeler.

## Palmares
| Legenda                |
| ---------------------- |
| Grandslamtoernooi      |
| Olympische Spelen      |
| Year-End Championships |
| Tier I                 |
| Tier II                |
| Tier III               |
| Tier IV & V            |

### Finaleplaatsen enkelspel
| nr.              | finale     | toernooi            | ondergrond    | tegenstandster      | score    |         |
| ---------------- | ---------- | ------------------- | ------------- | ------------------- | -------- | ------- |
| gewonnen finales |            |                     |               |                     |          |         |
| 1.               | 1984-01-15 | WTA Hershey         | tapijt (i)    | Beth Herr           | 6-4, 6-0 | details |
| 2.               | 1984-10-21 | WTA Filderstadt     | hardcourt (i) | Steffi Graf         | 6-1, 6-4 | details |
| 3.               | 1985-01-06 | Ginny Championships | hardcourt (i) | Terry Holladay      | 6-3, 6-1 | details |
| 4.               | 1986-07-13 | WTA Båstad          | gravel        | Catrin Jexell       | 6-2, 6-0 | details |
| 5.               | 1990-04-14 | WTA Japan (Tokio)   | hardcourt     | Elizabeth Smylie    | 6-3, 6-2 | details |
| 6.               | 1991-02-10 | WTA Oslo            | tapijt (i)    | Raffaella Reggi     | 6-3, 6-0 | details |
| verloren finales |            |                     |               |                     |          |         |
| 1.               | 1985-03-10 | WTA Princeton       | tapijt (i)    | Hana Mandlíková     | 3-6, 5-7 | details |
| 2.               | 1985-10-20 | WTA Filderstadt     | hardcourt (i) | Pam Shriver         | 1-6, 5-7 | details |
| 3.               | 1986-10-26 | WTA Brighton        | tapijt (i)    | Steffi Graf         | 3-6, 3-6 | details |
| 4.               | 1987-07-12 | WTA Båstad          | gravel        | Sandra Cecchini     | 4-6, 4-6 | details |
| 5.               | 1989-01-15 | WTA Sydney          | hardcourt     | Martina Navrátilová | 2-6, 4-6 | details |

### Finaleplaatsen vrouwendubbelspel
| nr.              | finale     | toernooi     | ondergrond | partner             | tegenstandsters                    | score         |         |
| ---------------- | ---------- | ------------ | ---------- | ------------------- | ---------------------------------- | ------------- | ------- |
| gewonnen finales |            |              |            |                     |                                    |               |         |
| 1.               | 1986-07-13 | WTA Båstad   | gravel     | Maria Lindström     | Christina Singer Ellen Walliser    | 6-3, 6-2      | details |
| verloren finales |            |              |            |                     |                                    |               |         |
| 1.               | 1983-07-15 | WTA Båstad   | gravel     | Maria Lindström     | Gabriela Dinu Patrizia Murgo       | 2-6, 6-4, 4-6 | details |
| 2.               | 1987-05-17 | WTA Berlijn  | gravel     | Tine Scheuer-Larsen | Claudia Kohde-Kilsch Helena Suková | 1-6, 2-6      | details |
| 3.               | 1988-02-28 | WTA Oklahoma | tapijt (i) | Tine Scheuer-Larsen | Jana Novotná Catherine Suire       | 4-6, 4-6      | details |

## Resultaten grandslamtoernooien
| Legenda | Legenda                          |
| ------- | -------------------------------- |
| g.t.    | geen toernooi gehouden           |
| l.c.    | lagere categorie                 |
| –       | niet deelgenomen                 |
| G       | uitgeschakeld in de groepsfase   |
| 1R      | uitgeschakeld in de eerste ronde |
| 2R      | uitgeschakeld in de tweede ronde |
| 3R      | uitgeschakeld in de derde ronde  |
| 4R      | uitgeschakeld in de vierde ronde |
| KF      | uitgeschakeld in de kwartfinale  |
| HF      | uitgeschakeld in de halve finale |
| F       | de finale verloren               |
| W       | het toernooi gewonnen            |
| w-v     | winst/verlies-balans             |

### Enkelspel
| Toernooi        | 1982 | 1983 | 1984 | 1985 | 1986 | 1987 | 1988 | 1989 | 1990 | 1991 | 1992 | w-v   |
| --------------- | ---- | ---- | ---- | ---- | ---- | ---- | ---- | ---- | ---- | ---- | ---- | ----- |
| Australian Open | –    | –    | 2R   | KF   | g.t. | HF   | 4R   | KF   | –    | 2R   | 2R   | 17-7  |
| Roland Garros   | –    | 2R   | 2R   | 2R   | 4R   | 2R   | 1R   | 1R   | 1R   | –    | 1R   | 7-9   |
| Wimbledon       | –    | 1R   | 2R   | 1R   | KF   | 4R   | 1R   | HF   | 1R   | 4R   | 2R   | 17-10 |
| US Open         | 1R   | –    | 3R   | 4R   | 4R   | 4R   | 1R   | 1R   | 1R   | 2R   | 1R   | 12-10 |

### Vrouwendubbelspel
| Toernooi        | 1985 | 1986 | 1987 | 1988 | 1989 | 1990 | 1991 | 1992 | w-v |
| --------------- | ---- | ---- | ---- | ---- | ---- | ---- | ---- | ---- | --- |
| Australian Open | KF   | g.t. | KF   | 3R   | 2R   | –    | 1R   | 1R   | 7-6 |
| Roland Garros   | 2R   | 1R   | 2R   | 2R   | –    | 2R   | –    | 1R   | 4-6 |
| Wimbledon       | –    | 2R   | 1R   | 3R   | 2R   | 1R   | 1R   | –    | 4-6 |
| US Open         | KF   | 1R   | 1R   | 3R   | 2R   | 1R   | 1R   | 1R   | 6-8 |

### Gemengd dubbelspel
| Toernooi        | 1985 |    | 1987 | 1988 | 1989 | w-v |
| --------------- | ---- | -- | ---- | ---- | ---- | --- |
| Australian Open | –    | –  | –    | 1R   | 0-1  |     |
| Roland Garros   | 2R   | 2R | –    | –    | 2-2  |     |
| Wimbledon       | –    | 2R | 2R   | 1R   | 2-3  |     |
| US Open         | –    | –  | –    | –    | 0-0  |     |